# فینیکس (آریزونا)
فینیکس (به انگلیسی: Phoenix) مرکز ایالت آریزونا آمریکا است. این شهر پنجمین شهر پرجمعیت آمریکا و دارای یکی از بالاترین نرخ‌های رشد و توسعه در این کشور است. در زبان بومیان منطقه از قوم ناواهو، فینیکس، هوزدو نامیده می‌شود.
شهر فینیکس با ۱٫۶۸۰٫۹۹۲ نفر جمعیت (تا سال ۲۰۱۹) پرجمعیت‌ترین شهر آریزونا است. فینیکس پرجمعیت‌ترین مرکز ایالتی در ایالات متحده و تنها مرکز ایالت با جمعیتی بیش از یک میلیون نفر است.
به منطقه کلان‌شهری فینیکس که حدوداً ۴٫۷۳ میلیون نفر جمعیت دارد اصطلاحاً «دره خورشید» گفته می‌شود. این منطقه به نوبه خود بخشی از دره رودخانه نمک به‌شمار می‌آید.
شهر فینیکس ۱۳۴۱ کیلومتر مربع مساحت دارد و با این حساب یکی از پهناورترین شهرها در ایالات متحده است.

## تاریخچه
در دره فینیکس، سکونتگاه‌های مرفهی از سرخپوستان هوهوکام در اطراف رودخانه‌های نمک، ورده و هیلا وجود داشته‌است. سرخ‌پوستان بین سال‌های ۹۰۰ تا ۱۳۰۰ برای آبیاری مزارع خود شبکه‌ای از کانال‌های آب ساخته بودند که بیش از ۳۰۰ کیلومتر طول داشت.
جک سویلینگ، از کهنه‌سربازان کنفدراسیون جنگ داخلی آمریکا، در سال ۱۸۶۷ روستایی در کنار رودخانه نمک بنیاد کرد. با وجود آب و هوای خشک، او این محل را آماده برای کشاورزی یافت. این روستا، یعنی فینیکس اصلی، در حدود ۶ کیلومتر در شرق مرکز شهر فعلی قرار داشت. این شهرک در سال بعد در ۴ مه ۱۸۶۸ به‌رسمیت شناخته شد. در دهه ۱۸۷۰ این شهرک رشد نسبتاً سریعی داشت و در سال ۱۸۸۰ به مکانی با ۲٬۴۵۳ نفر جمعیت تبدیل شد. در ۲۵ فوریه ۱۸۸۱، جمعیت فینیکس به حدود ۲۵۰۰ نفر رسید و به عنوان «شهر» به‌رسمیت شناخته شد. این شهر در سال ۱۸۸۹ مرکز آریزونا شد.
ساخت اولین سد در منطقه در سال ۱۹۰۳ در راستای قانون احیاء ملی رئیس‌جمهور تئودور روزولت (۱۹۰۲) آغاز شد. این سد که «سد شماره یک رود نمک» نام دارد در سال ۱۹۱۱ به پایان رسید و برای تولید برق و آب آشامیدنی مورد استفاده قرار گرفت؛ امری که در آمریکا بی‌سابقه بود. این سد، پس از اتمام، بزرگ‌ترین سد سنگ‌چین در جهان بود.
آریزونا در سال ۱۹۱۲ به ایالت تبدیل شد و فینیکس مرکز آن باقی ماند. در سال ۱۹۱۳، مدیریت شهر فینیکس از سیستم یک شهردار و شورای شهر به سیستم مدیر و شورای شهر تغییر داد؛ یکی از پنج شهر اول در ایالات متحده که این شکل از مدیریت شهری را اختیار کردند. با تبدیل شدن آریزونا به ایالت، رشد و گسترش شهری فینیکس نیز شتاب گرفت، به‌طوری‌که این شهر در سال ۱۹۲۰ میلادی ۲۹ هزار و ۵۳ نفر جمعیت داشت. در سال ۱۹۳۰، سد کولیج بر روی رود هیلا افتتاح شد. در این سال جمعیت فینیکس به ۴۸ هزار و ۱۱۸ نفر رسیده بود.
در جریان جنگ جهانی دوم، با شروع تولید صنعتی در مقیاس بزرگ، به‌ویژه تجهیزات نظامی، اقتصاد فینیکس بر محور تبدیل شدن یک مرکز توزیع کالا و تجهیزات می‌گشت. در نزدیکی فینیکس سه فرودگاه نظامی و دو اردوگاه بزرگ آموزش خلبانی وجود داشت. پس از جنگ، بسیاری از سربازان به همراه خانواده خود به فینیکس بازگشتند. این امر باعث شد تا شرکت‌های بزرگ صنعتی در اطراف فینیکس مستقر شوند.
در سال ۱۹۴۸، شرکت موتورولا، فینیکس را به عنوان محل استقرار مرکز تحقیق و توسعه الکترونیک جدید نظامی انتخاب کرد. پس از آن شرکت‌های اینتل و مک‌دانل داگلاس هم در فینیکس مستقر شدند. در سال ۱۹۵۰، بیش از ۱۵۰ هزار نفر در فینیکس زندگی می‌کردند. این رشد در دهه ۵۰، به‌ویژه با پیشرفت در صنعت تهویه مطبوع، ادامه یافت.
رشد اصلی شهر عمدتاً در شمال مرکز شهر و در محلات منحصراً سفیدپوست صورت گرفت. اسپانیایی‌تبارها و آمریکایی‌های آفریقایی‌تبار به زندگی در محلات جنوب شهر ادامه دادند و با این روند، شهری با مناطق نژادی جدا از هم ایجاد شد. تا سال ۱۹۶۰، جمعیت این شهر به ۴۳۹ هزار و ۱۷۰ نفر افزایش یافته بود که بیش از سه برابر جمعیت سال ۱۹۵۰ بود.

## جغرافیا

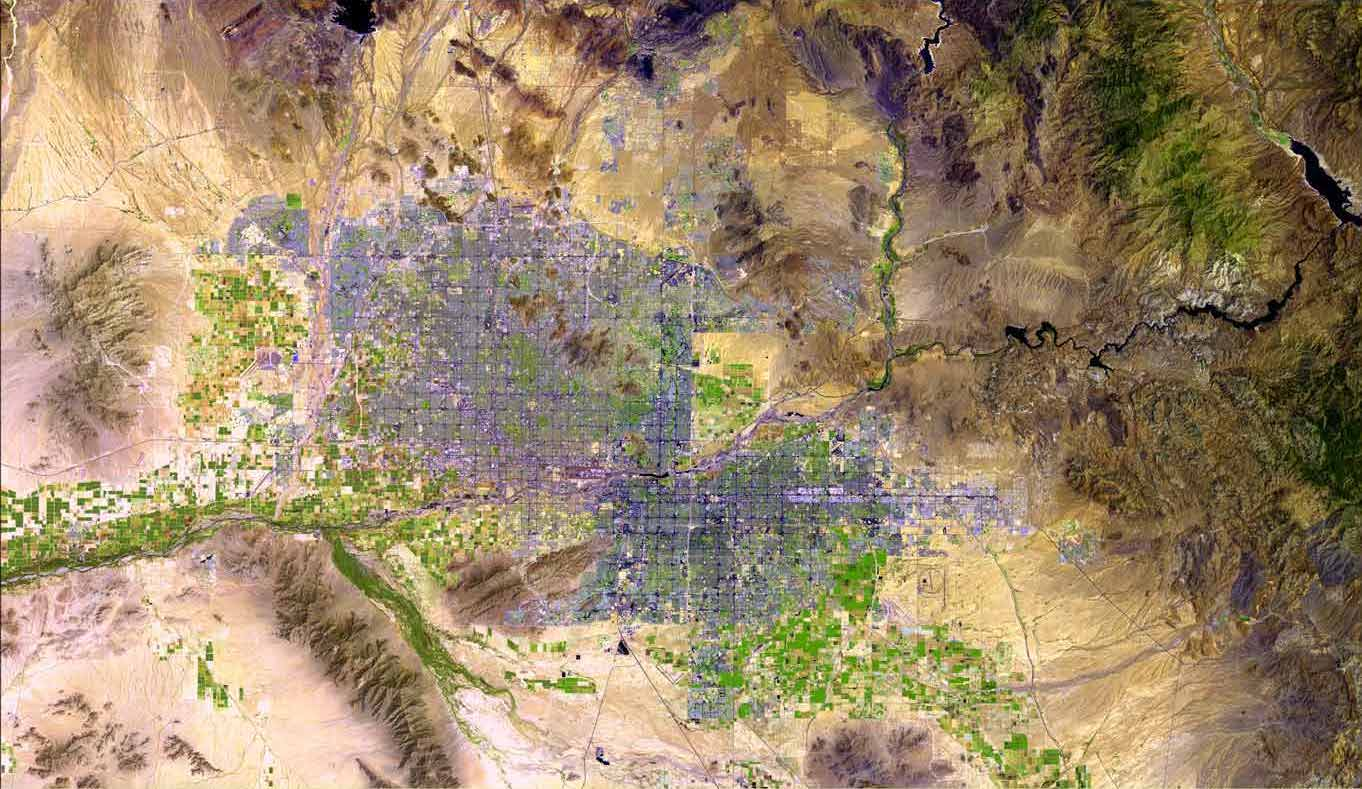
دید ماهواره‌ای از فینیکس.

فینیکس در جنوب غربی ایالات متحده، در بخش جنوبی مرکز آریزونا قرار دارد. محل آن حدوداً در نیمه راه بین توسان در جنوب شرق، و فلگستف در شمال است. با خودرو، این شهر تقریباً در ۲۴۰ کیلومتری (۱۵۰ مایلی) شمال مرز آمریکا و مکزیک در سونویتا و ۲۹۰ کیلومتری (۱۸۰ مایلی) شمال گذرگاه مرزی نوگالس جای گرفته‌است.
کلان‌شهر فینیکس به دلیل محل قرار گرفتنش در دره رودخانه نمک به «دره خورشید» معروف است. ارتفاع متوسط شهر از سطح دریا ۳۳۱ متر (۱٬۰۸۶ فوت) است و در کناره شمال غربی بیابان سونورا قرار دارد.
به غیر از کوه‌های داخل و اطراف شهر، بقیه سطح شهر عموماً مسطح است، که به خیابان‌های اصلی شهر اجازه داده تا به شکل یک شبکه مرتب و وسیع ساخته شوند. رشته‌کوه‌های پراکنده کم‌ارتفاع، دره خورشید را احاطه کرده‌است، ازجمله: کوه‌های مک‌داول در شمال شرقی، کوه‌های وایت تنک در غرب، کوه‌های سوپرستیشن، دوردست‌تر در شرق و کوه‌های جنوبی و سیرا استرلا در جنوب/جنوب غربی.
کوه کمل‌بک، کوه شمالی، کوه سانی‌اسلوپ و قله پیستِوا در قلب دره فینیکس قرار دارند. حومه شهر دارای کشتزارهای گسترده آبیاری شده و مناطق حفاظت‌شده زیستگاه مردم بومی آمریکا است. رودخانه نمک که به سمت غرب جریان دارد از فینیکس عبور می‌کند، اما بستر رودخانه به دلیل استفاده زیاد برای آبیاری، اغلب خشک یا حاوی آب کمی است.
کوه جنوب، شهرک آهواتوکی را از بقیه شهر جدا می‌کند. براساس دفتر سرشماری ایالات متحده، مساحت شهر فینیکس ۱٬۳۴۱ کیلومتر مربع (۵۱۷٫۹ مایل مربع) است. ۱٬۳۳۸ کیلومتر مربع (۵۱۶٫۷ مایل مربع) از آن خشکی و سطح بقیه آن، آب است.

## آب‌وهوا
فینیکس در بیابان سونورا قرار گرفته و دارای آب و هوایی بسیار گرم و خشک است. شهر فینیکس بزرگ‌ترین شهر آمریکا است که در چنین منطقه آب و هوایی قرار دارد. تابستان‌های فینیکس طولانی و بسیار گرم و زمستان‌های آن کوتاه و معتدل است. این شهر در یکی از آفتابی‌ترین مناطق جهان قرار دارد و مدت زمان آفتابی آن قابل مقایسه با صحرای بزرگ آفریقا است.
فینیکس با دارا بودن ۳۸۷۲ ساعت آفتاب تند در سال، آفتابی‌ترین شهر بزرگ در جهان است. بر اساس میانگینِ دما در تابستان، فینیکس گرم‌ترین شهر بزرگ ایالات متحده است. فینیکس به‌طور متوسط، ۱۰۷ روز در هر سال را با حداقل ۳۸ درجه سانتی‌گراد (۱۰۰ درجه فارنهایت) سپری می‌کند. بیشتر روزهای آن از اواخر ماه مه تا اوایل اکتبر چنین دمایی دارند. به‌طور میانگین ۱۸ روز در سال، دمای شهر از ۴۳ درجه سانتی‌گراد (۱۱۰ درجه فارنهایت) بالاتر می‌رود. در ۲۶ ژوئن ۱۹۹۰، رکورد ۵۰ درجه سانتی‌گراد (۱۲۲ درجه فارنهایت) برای این شهر ثبت شد.
بارش برف در فینیکس اتفاقی نادر است. بارش برف در این شهر برای اولین بار به‌طور رسمی در سال ۱۸۹۸ ثبت شد و از آن زمان، نشستن برف به میزان ۰٫۲۵ سانتی‌متر (۰٫۱ اینچ) یا بیشتر فقط هشت بار رخ داده‌است.

## امکانات
دانشگاه ایالتی آریزونا از این شهر است. کلینیک میو نیز در این شهر شعبه‌ای دارد.
تیم فوتبال آمریکایی آریزونا کاردینالز و تیم فینکس سانز از این شهر اند. ورزشگاه دانشگاه فینکس نمادی بر جایگاه فعال ورزش حرفه‌ای در این شهر است.
از گردشگاه‌های این شهر می‌توان به باغ وحش فینیکس و کاپیتول ایالت آریزونا اشاره کرد.

## اقتصاد
شعبه محلی شرکت اینتل در فینیکس نزدیک به ۱۰۰۰۰ نفر در استخدام دارد. تعداد ۷ شرکت در لیست فورچون ۱۰۰۰ در این شهر مستقر هستند.
فرودگاه بین‌المللی فینکس اسکای هاربر از فرودگاه‌های بزرگ آمریکا محسوب می‌گردد. در سال ۲۰۰۷ نزدیک به ۴۰ میلیون مسافر داشت.

## شهرهای خواهر
| تایپه (تایوان) (۱۹۷۹) - – کلگاری (آلبرتا، کانادا) (۱۹۹۷) - – کاتانیا (سیسیل، ایتالیا) (۲۰۰۱) - – شنگدو (چین) (۱۹۸۶) - – انیس (ایرلند) (۱۹۸۸) | - –کرمان (جمهوری کرمان) گرنوبل (فرانسه) (۱۹۹۰) - – هرموسیو (سونورا، مکزیک) (۱۹۷۵) - – هیمجی (هیوگو، ژاپن) (۱۹۷۶) - – پراگ (جمهوری چک) (۱۹۹۱) - – رامات-گان (اسرائیل) (۲۰۰۵) |